# 北越歸來2
《北越歸來2》（英語：Missing in Action 2: The Beginning）是一部1985年美國動作片，由蘭斯·胡爾（Lance Hool）執導，亞瑟·西佛（Arthur Silver）、賴瑞·萊文森（Larry Levinson）和史蒂夫·賓編劇，查克·羅禮士領銜主演。
該片為1984年電影《北越歸來》的續集兼前傳，兩部片是以背靠背的方式拍攝；兩者最初是打算以一部電影的方式推出，但前集的導演約瑟夫·齊托決定前集的故事更適合作為第一部電影。為此製片商坎農更改了片名和上映日，使原本被當作續集的《北越歸來》率先上映，而《北越歸來2》則被視為其者的前傳來推出。《北越歸來2》於1985年3月1日在美國上映。續集《北越歸來3》於1988年推出。

## 劇情
在將美國戰俘從殘酷的將軍中解救出來的十年前，詹姆斯·巴洛克上校和其同袍被關押在尹將軍的北越戰俘營中，巴洛克等人被酷刑和勞動虐待的同時，尹將軍也不斷地逼迫巴洛克簽名，以承認他對越南所犯下的战争罪，且尹將軍還迫使戰俘種植賣給法國的鴉片。在此期間，巴洛克被告知他的妻子得知他已經死亡的消息並準備再婚。某天，另一個美國戰俘富蘭克林因感染瘧疾而即將死去，這才使巴洛克願意認罪，來讓富蘭克林得以注射藥劑。但尹卻為對方注射了過量的鴉片並將他活活地燒死。憤怒的巴洛克在隔日早晨從營地逃脫，企圖釋放他的同胞囚徒並摧毀監牢。
尹出賣了法國合夥人弗朗索瓦，控制了他的毒品鏈並占有了其直昇機，以找出巴洛克。巴洛克對尹的士兵造成了數次損失，導致尹將越南士兵裝扮成自己並槍殺，以引誘出巴洛克。但巴洛克注意到該誘餌沒穿尹的靴子，並繼續殺死尹的手下們。最終，巴洛克在尹的住所中與對方交戰。在擊敗尹後，他走回戰俘們待的直昇機上，並在離開前點燃營地的炸藥而炸死了待在住所中的尹，為自己報了仇。

## 演員
- 查克·羅禮士飾演詹姆斯·巴洛克上校（Colonel James Braddock）
- 吳順泰（英语：Soon-Tek Oh）飾演尹上校（Colonel Yin）
- 史蒂文·威廉斯（英语：Steven Williams）飾演大衛·內斯特上尉（Captain David Nester）
- 班尼特·歐赫塔（Bennett Ohta）飾演霍上尉（Captain Ho）
- 科西·科斯塔（Cosie Costa）飾演馬齊利（Mazilli）
- 喬·麥可·泰瑞（Joe Michael Terry）飾演奧普卡（Opelka）
- 克里斯多福·嘉里（Christopher Cary）飾演艾默生（Emerson）
- 約翰·衛斯理（英语：John Wesley (actor)）飾演富蘭克林（Franklin）
- 大衛·鍾（英语：David Chung (actor)）飾演周豆（Dou Chou）
- 田中徹（英语：Professor Tanaka）飾演廖（Lao）

## 票房
《北越歸來2》在北美首映週末從1336間戲院中開出386萬美元的票房，位居當週票房排名第三，此收入佔其總票房的36%。美國市場票房最終總計為1075萬美元。

## 外部連結
- 互联网电影数据库（IMDb）上《北越歸來2》的资料（英文）
- AllMovie上《北越歸來2》的资料（英文）
- Box Office Mojo上《北越歸來2》的資料（英文）
- 爛番茄上《北越歸來2》的資料（英文）